# Чемпионат Европы по плаванию в ластах 1997
17-й чемпионат Европы по плаванию в ластах прошёл во французском городе Монпелье с 14 по 21 июля 1997 года.

## Медалисты

### Мужчины
| Дисциплина         | Золото                                                                            | Золото   | Серебро                                                            | Серебро  | Бронза                                                  | Бронза   |
| ------------------ | --------------------------------------------------------------------------------- | -------- | ------------------------------------------------------------------ | -------- | ------------------------------------------------------- | -------- |
| 50 м, ныряние      | Максим Максимов · Россия                                                          | 15.92    | Олег Иваницкий · Россия                                            | 15.93    | Давид Ланди · Италия                                    | 15.97    |
| 50 м, в ластах     | Александр Нечитайло · Россия                                                      | 16.99    | Сергей Ахапов · Россия                                             | 17.14    | Франческо Туркато · Италия                              | 17.14    |
| 100 м, в ластах    | Сергей Ахапов · Россия                                                            | 37.39    | Александр Нечитайло · Россия                                       | 37.92    | Франческо Туркато · Италия                              | 38.65    |
| 200 м, в ластах    | Александр Нечитайло · Россия                                                      | 1:24.71  | Сергей Ахапов · Россия                                             | 1:26.74  | Лука Тонелли · Италия                                   | 1:28.36  |
| 400 м, в ластах    | Александр Нечитайло · Россия                                                      | 3:07.17  | Норберт Саванья · Венгрия                                          | 3:11.18  | А. Смирнов · Украина                                    | 3:13.41  |
| 800 м, в ластах    | Норберт Саванья · Венгрия                                                         | 6:32.17  | А. Смирнов · Украина                                               | 6:39.16  | Михаил Чернов · Россия                                  | 6:41.80  |
| 1500 м, в ластах   | А. Смирнов · Украина                                                              | 12:52.37 | Михаил Чернов · Россия                                             | 12:53.77 | Евгений Чухнов · Россия                                 | 12:59.39 |
| 100 м, в акваланге | Максим Максимов · Россия                                                          | 34.64    | Олег Иваницкий · Россия                                            | 36.02    | Ари Пальве · Финляндия                                  | 36.70    |
| 400 м, в акваланге | Норберт Саванья · Венгрия                                                         | 2:59.95  | Игорь Сапрыкин · Россия                                            | 3:02.64  | Денеш Канио · Венгрия                                   | 3:05.05  |
| 800 м, в акваланге | Денеш Канио · Венгрия                                                             | 6:30.48  | Сергей Докучаев · Россия                                           | 6:34.01  | Роберто Фиоруччи · Италия                               | 6:36.36  |
| эстафета 4×100 м   | Александр Нечитайло · Владислав Петров · Максим Максимов · Сергей Ахапов · Россия | 2:31.32  | Лука Тонелли · Франческо Туркато · Давид Ланди · С. Перес · Италия | 2:36.27  | Ж. Перкович · Б. Бидо · Б. Кастера · Э. Морис · Франция | 2:37.97  |
| эстафета 4×200 м   | Илья Сомов · Сергей Ахапов · Владислав Петров · Александр Нечитайло · Россия      | 5:54.47  | Франческо Туркато · Р. Левада · С. Перес · Лука Тонелли · Италия   | 6:03.49  | Б. Кастера · Б. Бидо · Н. Бидо · Э. Морис · Франция     | 6:06.39  |